# Osman I.
Osman I. Gazi (osman. tur. عثمان غازى‎) (Sogut, 1258. – Sogut, 9. kolovoza 1326.), turski emir i sultan (1281. — 1326.), osnivač osmanske dinastije i prvi sultan Osmanskog Carstva. Po njegovom imenu kasnije se nomadsko tursko pleme kojim je vladao prozvalo Osmanlijama.

## Životopis
Osman postaje vođa svog malenog plemena poslije smrti oca Ertugrula 1281. godine. Cijeli njegov tadašnji teritorij čini maleno selo Sogut koje se nalazi na granici Bizanta i Seldžuskog sultanata. Iz tog sela su se vršili povremeni pljačkaški napadi na bizantski teritorij. Po stupanju vlast, Osman je dobio znakove vladarske časti od seldžučkog sultana čiji je bio vazal, čime je priznat za legitimnog Ertugrulova nasljednika. Premda je bio musliman, većina službenika na njegovu dvoru bili su kršćani, osobito Grci.
Nakon početnih sukoba s Bizantom i širenja teritorija, Osman se 1299. godine proglasio samostalnim vladarom. Godine 1301. pobijedio je bizantsku vojsku kod Kojunhisara, a 1307. godine Osman je odnio pobjedu i u bitci kod Bruse, nakon čega su Turci izbili na Crno more.
Iznenađujuće teritorijalno napredovanje ove male grupice Turaka je poslije petnaest godina stiglo da nesposobnog bizantskog cara Andronika II. koji se početkom 14. stoljeća odlučuje bez novca unajmiti plaćeničku vojsku koja pobjeđuje Turke do trenutka svoje pobune koja ostavlja Malu Aziju na milost i nemilost Osmanu.
Ipak svi veći tamošnji gradovi su bili veoma dobro utvrđeni tako da niti jedan nije pao prije smrti Osmana I. kojeg je naslijedio sin Orhan I.